# Märtyrer von Vietnam

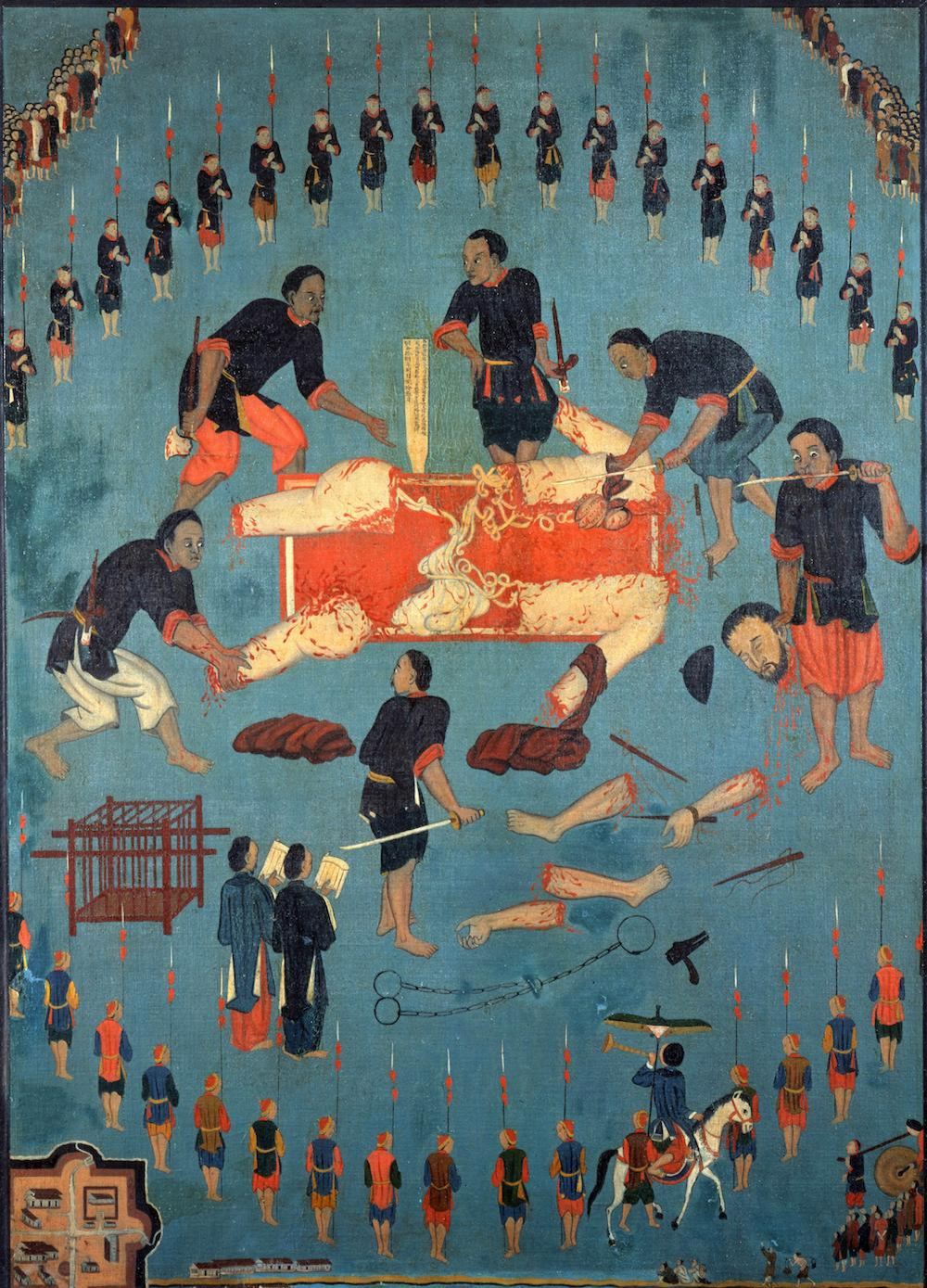
Martyrium des Jean-Charles Cornay 1837

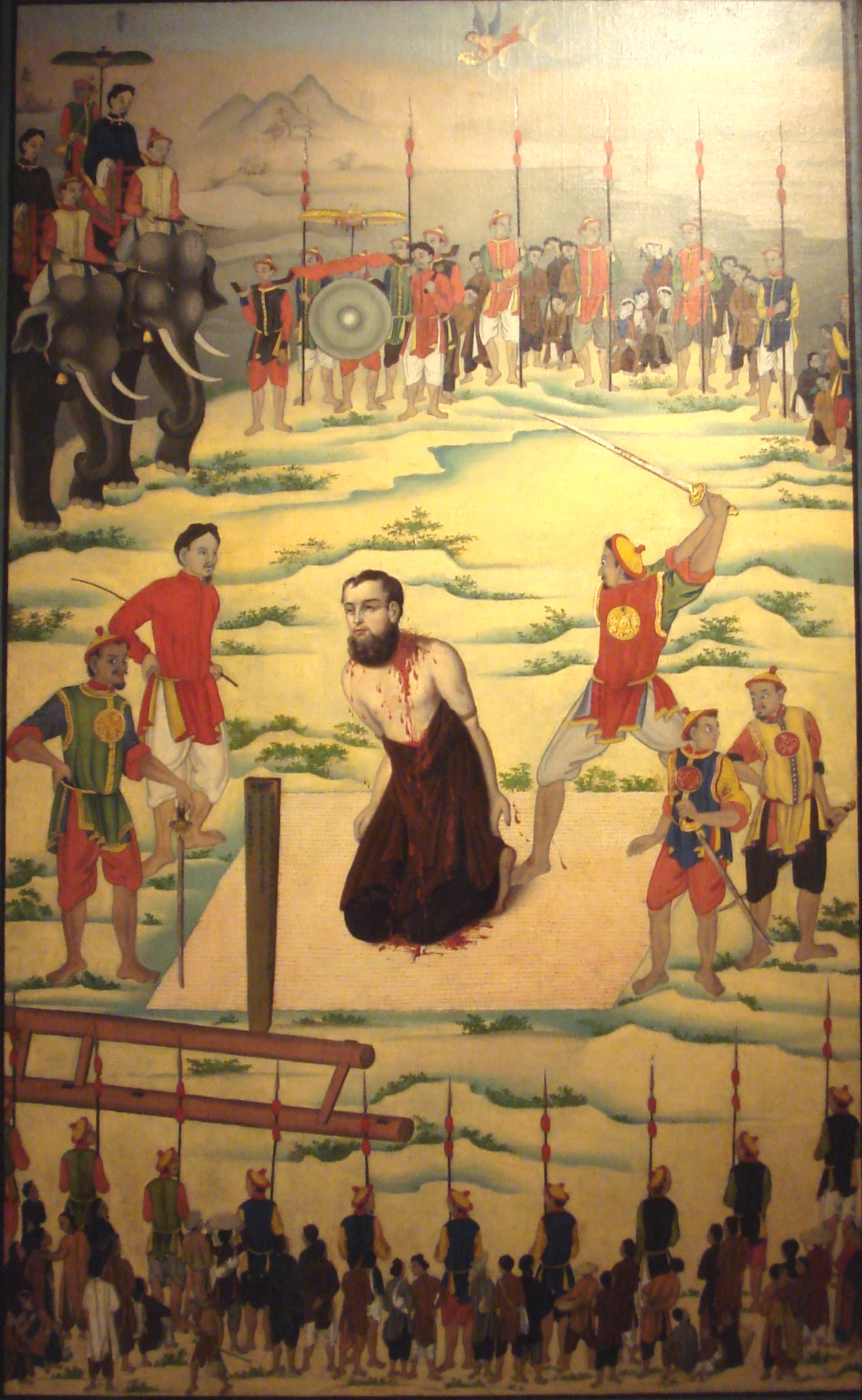
Martyrium des Pierre Dumoulin-Borie 1838

Als Märtyrer von Vietnam (vietn. Các thánh tử đạo Việt Nam) oder St. Andreas Dung-Lac und Gefährten (Anrê Dũng-Lạc và Các bạn tử đạo), früher Märtyrer von Indochina oder Märtyrer von Tonkin, Annam und Cochinchina, werden 117 katholische Christen bezeichnet, die aufgrund ihres Glaubens zwischen 1745 und 1862 im Kaiserreich Vietnam hingerichtet wurden oder an den Folgen ihrer Gefangenschaft starben. Zum Großteil handelt es sich dabei um Opfer der Christenverfolgungen der  Nguyễn-Kaiser Minh Mạng (reg. 1820–41) und Tự Đức (reg. 1847–83). Von der römisch-katholischen Kirche werden sie als Märtyrer und Heilige verehrt. Ihr gemeinsamer Gedenktag ist der 24. November.
Insgesamt fielen im Lauf der vietnamesischen Geschichte schätzungsweise 130.000 Menschen Christenverfolgungen und Pogromen zum Opfer.

## Hintergrund
Die ersten christlichen Missionare erreichten Vietnam im 16. Jahrhundert. Es handelte sich dabei um Portugiesen, die bald durch Spanier und Franzosen abgelöst wurden. Die herrschenden Trịnh- und Nguyễn-Lords standen der neuen Religion grundsätzlich ablehnend gegenüber. Einige Herrscher ließen vereinzelt Christen verfolgen und hinrichten, aber im Allgemeinen spielte das Christentum im Land bis ins späte 18. Jahrhundert keine politisch bedeutsame Rolle.
Da der erste Nguyễn-Kaiser Gia Long (reg. 1802–1820) mit Unterstützung des französischen Priesters Pierre Pigneau de Behaine an die Macht gekommen war, tolerierte er die christliche Mission während seiner Herrschaft. Der christliche Bevölkerungsanteil stieg infolgedessen stark an.
Gia Longs Sohn und Nachfolger Minh Mạng sah hingegen im Christentum eine große Gefahr für das konfuzianisch begründete Staatswesen; zusätzlich betrachtete er die christlichen Missionare – nicht zu Unrecht – als Vorstufe europäischer Kolonisation. Unter seiner Herrschaft wurde Vietnam gegenüber dem Ausland abgeschottet und das Christentum verboten und brutal verfolgt. 
Vietnamesischen Christen, die ihren Glauben öffentlich zeigten, drohte der Tod, ebenso europäischen Missionaren, die illegal ins Land einreisten. Sein Nachfolger Thiệu Trị (reg. 1841–47) beschränkte sich meist auf die Inhaftierung der Missionare, aber unter dessen Sohn Tự Đức kam es zu einer weiteren blutigen Hochphase der Christenverfolgung. Vermutlich wurden innerhalb weniger Jahre mehrere tausend Menschen getötet. Die Franzosen nahmen schließlich die Hinrichtung zweier spanischer Missionare 1857 zum Anlass, um militärisch gegen Vietnam vorzugehen und im Rahmen des Cochinchina-Feldzuges das südliche Drittel des Landes zu erobern. Tự Đức wurde zudem im Vertrag von Saigon zur Toleranz des Christentums gezwungen.

## Die 117 Märtyrer
Die 117 Märtyrer wurden in vier Phasen seliggesprochen:
- 1900, durch Papst Leo XIII.: 64 Personen
- 1906, durch Papst Pius X.: 8 Dominikaner (Acht Märtyrer von Tonkin)
- 1909, durch Papst Pius X.: 20 Personen
- 1951, durch Papst Pius XII.: 25 Personen

Am 19. Juni 1988 erfolgte durch Papst Johannes Paul II. die gemeinsame Heiligsprechung.
Sechs der Märtyrer fielen Christenverfolgungen der Trịnh-Lords zum Opfer, 58 starben während der Herrschaft Minh Mạngs, drei während der Herrschaft Thiệu Trịs und 50 während der Herrschaft Tự Đứcs.
Es handelt sich dabei um 8 Bischöfe, 50 Priester und 59 Laien. 11 Märtyrer waren Spanier (6 Bischöfe und 5 Dominikanerpriester), 10 waren Franzosen (2 Bischöfe und 8 Priester der Pariser Mission), 96 waren Vietnamesen (darunter 37 Priester).
Die Hinrichtung erfolgte in 75 Fällen durch Enthauptung, in 22 Fällen durch Erdrosseln, sechsmal durch lebendig Verbrennen, fünfmal durch stückweises Abschneiden von Körperteilen; neun weitere Personen starben in Gefangenschaft.
Zu den 117 Märtyrern zählen unter anderen:
- Vicente Liem de la Paz († 1773)
- François-Isidore Gagelin M.E.P. († 1833)
- Joseph Marchand M.E.P. († 1835)
- Jean-Charles Cornay M.E.P. († 1837)
- Ignacio Delgado O.P. († 1838)
- Pierre Dumoulin-Borie M.E.P. († 1838)
- Domingo Henares O.P. († 1838)
- Andreas Dung-Lac († 1839)
- Augustin Schoeffler M.E.P. († 1851)
- Jean-Louis Bonnard M.E.P. († 1852)
- Michael Hồ Đình Hy († 1857)
- José María Díaz Sanjurjo O.P. († 1857)
- José Melchór García-Sampedro Suárez O.P. († 1858)
- Emmanuel Le Van Phung († 1859)
- Valentín de Berriochoa O.P. († 1861)
- Étienne-Théodore Cuenot († 1861)
- Jerónimo Hermosilla O.P. († 1861)
- Valentin Berrio Ochoa M.E.P. († 1861)
- Théophane Vénard († 1861)

Nicht dazu gezählt wird der „Protomärtyrer Vietnams“ Andreas von Phú Yên, da dieser (bisher) nicht heiliggesprochen wurde.